# Metal Slug
Metal Slug (jap. メタルスラッグ  Metaru Suraggu) – gra wideo z gatunku strzelanin "run and gun" opracowana i opublikowana na konsolę Neo Geo przez Nazca Corporartion i SNK w 1996 roku. Znana jest z wielu portów na takie platformy jak Xbox 360, PlayStation 2, PSN czy PC. Główni bohaterowie to Marco Rossi i Tarma Roving, walczący przeciwko Generałowi Mordenowi i jego rebelianckiej armii.

## Rozgrywka
Rozgrywka jest zbliżona do starych platformowych strzelanin takich jak Contra. Gracz musi iść w prawo i eliminować idących w jego stronę wrogów aż do skończenia poziomu, na jego końcu zwykle musi zabić ciężko uzbrojonego i broniącego się bossa. Podstawową bronią obu bohaterów jest pistolet z nielimitowaną amunicją, oraz dziesięć granatów. Podczas gry, bohater może zdobyć bonusy takie jak dodatkowa broń, amunicja, zdrowie, często otrzymywane w prezencie za uwalnianie jeńców. Oprócz tego, w wielu miejscach istnieje możliwość kierowania potężnie uzbrojonym czołgiem, który dodatkowo ma możliwość skakania (tytułowy „Metal Slug”). Gra składa się z sześciu poziomów.